# Nathan Hale
Pour les articles homonymes, voir Hale et Nathan Hale (homonymie).
Nathan Hale, né le 6 juin 1755 et mort le 22 septembre 1776, était un soldat de l'Armée continentale pendant la guerre d'indépendance des États-Unis.

## Biographie
Généralement considéré comme le premier espion des États-Unis, il se porte volontaire pour une mission de collecte de renseignements, mais est capturé par les Britanniques. Il est surtout connu pour ses mots avant d'être pendu après la bataille de Long Island : « Je regrette seulement de n'avoir qu'une seule vie à donner pour mon pays ».

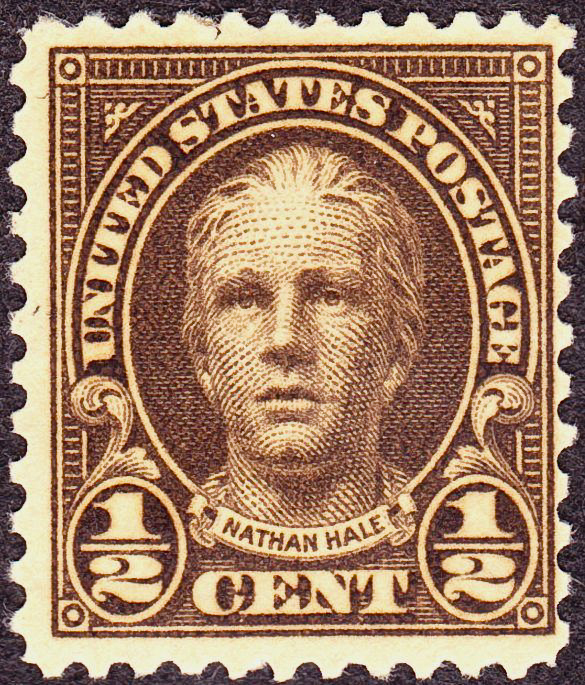
Nathan Hale sur un timbre américain édité entre 1925 et 1929.

Hale est considéré comme un héros américain et, en 1985, il a été officiellement désigné héros de l'État du Connecticut. Des statues de Nathan Hale se trouvent au siège de la Central Intelligence Agency à Langley en Virginie, au Triangle fédéral à Washington, près de la Tribune Tower de Chicago ou encore sur le campus de l'université Yale.
Le fort Nathan Hale (en), près de New Haven, est nommé d'après lui.

## Dans la culture populaire
- Cinéma : dans le film La Fayette de J. Dréville 1960, une reconstitution de la pendaison du héros par les Anglais, avec citation de sa phrase célèbre (premières minutes du film)
- Dans le film Harold et Maude (Hal Ashby, 1971), l'oncle d'Harold, Général mutilé et exalté, salue de son bras manquant le portrait de Nathan Hale, enjoignant son neveu à s'engager dans l'armée de son pays qui manque de... Nathan Hale.
- Dans How I met your Mother, Barney se moque du discours de pendaison de Nathan Hale.
- Dans la série télévisée The Expanse, un vaisseau spatial terrien porte son nom.
- Dans la série Sleepy Hollow épisode 9 de la saison 3 Ichabot assiste sans rien pouvoir faire à la pendaison de Nathan Hale.
- Dans la série Outlander (saison 1 episode 11), Claire cite les derniers mots de Nathan Hale à une Geillis medusée qui en découvre son secret.